# Perisama plistia
Perisama plistia är en fjärilsart som beskrevs av Hans Fruhstorfer 1916. Perisama plistia ingår i släktet Perisama och familjen praktfjärilar. Inga underarter finns listade i Catalogue of Life.